# أولاد لحسن (أولاد سويلم الغابة)
أولاد لحسن هو دُوَّار يقع بجماعة مول البركي، إقليم آسفي، جهة مراكش آسفي في المملكة المغربية. ينتمي الدوّار لمشيخة أولاد سويلم الغابة التي تضم 11 دوار. يقدر عدد سكانه بـ 693 نسمة حسب الإحصاء الرسمي للسكان والسكنى لسنة 2004.

## روابط خارجية
- البوابة الوطنية للجماعات الترابية
- المندوبية السامية للتخطيط